# Џорџ Вилијам Хил
Џорџ В. Хил (енгл. George William Hill; Њујорк, 3. март 1838 — Њујорк, 16. април 1914) био је амерички астроном и математичар.
Рођен је у Њујорку у Сједињеним Америчким Државама 3. марта 1838. године. Мајка Кетрин (Catherine Smith Hill) и отац Џон (John William Hill) бавили су се сликањем. Похађао је основну и средњу школу у родном граду а касније отишао на Рутгерсов универзитет (енг. Rutgers University) одакле је дипломирао 1859. Тамо је студирао математику и физику. 1861. године запослио се у Масачусетсу као астроном и математичар. Конкретно, радио је на проблему три тела, касније и на проблему четири тела. Тиме је објашњавао орбите Месеца око Земље, као и других планета око Сунца.
Предложио је постојање сфере око небеских тела, која је по њему добила име Хилова сфера. Сферу је дефинисао као област око објекта где делује његово гравитационо поље. Ова врста сфере била је предложена и годинама раније али је Хил први урачунао претурбације које се стварају због других објеката у свемиру који гравитационо делују на посматрано тело.
1894. постао је председник Америчког математичког друштва и на том положају задржао се две године. Био је номинован за директора Краљевског друштва у Единбургу 1908. године, као и за директора академијау у Шведској (1913), Белгији (1909) и Кристијанији (1910)
У његову част, један кратер на Месецу назван је по њему (Хил кратер) као и астероид 1642 Хил.
Хил је умро у Њујорку 16. априла 1914. године.

### Радови
- Колекција Хилових радова vol. 1 (Вашингтон, 1905–1907)
- Колекција Хилових радова vol. 2 (Вашингтон, 1905–1907)
- Колекција Хилових радова vol. 3 (Вашингтон, 1905–1907)
- Колекција Хилових радова vol. 4 (Вашингтон, 1905–1907)